# انتخابات البرلمان الأوروبي في فرنسا 2019
أُقيمت انتخابات البرلمان الأوروبي في فرنسا 2019 في يومي 25 و 26 مايو 2019 لاختيار 79 عضواً من أعضاء البرلمان الأوروبي الذين يمثلون فرنسا في البرلمان الأوروبي.
التغيير الرئيسي من انتخابات 2014 هو إزالة الدوائر الانتخابية الإقليمية والعودة إلى القوائم الوطنية. من خلال التوزيع الجديد للمقاعد، ينبغي أن تستفيد فرنسا من 79 مقعدًا في البرلمان الأوروبي، أي أكثر بخمسة مقاعد مقارنة بالهيئة التشريعية السابقة.

## التاريخ في فرنسا
في حين أنه منذ عام 2004، تم انتخاب أعضاء البرلمان الأوروبي عن طريق التمثيل النسبي في ثماني دوائر انتخابية، وتم إجراء هذه الانتخابات مرة أخرى في إطار دائرة وطنية واحدة.

## الدوائر الانتخابية المستخدمة في انتخابات 2014
في نوفمبر 2017 التقى الرئيس إيمانويل ماكرون برؤساء مجلس الشيوخ والجمعية الوطنية، وكذلك قادة الأحزاب السياسية الرئيسية، لمناقشة تغيير نظام التصويت للعودة إلى دائرة وطنية واحدة. تم تقديم مشروع القانون لتغيير نظام التصويت في 3 يناير 2018. الحزب الجمهوري هو الحزب الوحيد الذي عارض طريقة التصويت الجديدة. بالنسبة لرئيسه، لوران فوكييه، فإن هذا التغيير سيكون «محاولة مبتذلة للتلاعب المؤسسي بهدف وحيد هو مساعدة الجمهورية إلى الأمام». وفقًا لفيكتورن لوريل، عضو مجلس الشيوخ عن غواديلوب، تم التضحية بفرنسا في الخارج لصالح الطموحات السياسية لرئيس الجمهورية. من شأن تغيير الاقتراع أن يسمح لإيمانويل ماكرون، وفقًا لو باريزيان، بتعزيز الانقسام السياسي والتكيف مع غياب شخصية سياسية قوية في الجمهورية في 4 مارس. على العكس، بالنسبة للحكومة، فإن هذا الإجراء سيزيد من اهتمام الفرنسيين بهذه الانتخابات. تم تبني هذا الإجراء في شهر مايو 2018، بأصوات الاشتراكيين والمتمردين والشيوعيين، وتم إصداره في 25 يونيو بعد مصادقة المجلس الدستوري. يحافظ هذا القانون على عتبة 5 ٪ للتمثيل و 3 ٪ لسداد نفقات الانتخابات. بالإضافة إلى ذلك، فيما يتعلق بالوقت المخصص لمقاطع الحملات على القنوات التلفزيونية، سيتم الآن تقسيم الساعات التي كانت مقسمة في السابق بالتساوي بين الأحزاب الممثلة في البرلمان الفرنسي إلى عدد البرلمانيين الوطنيين. هذا الإجراء الأخير تعرض لانتقادات كثيرة من قبل المعارضة.
بسبب إلغاء الدوائر الانتخابية، قد يكون التمثيل الفرنسي المنتخب في عام 2019 أكثر مساواة من التمثيل السابق (44.4٪ من النساء). على الرغم من أن القانون يفرض قوائم المساواة مع الجنسين بالتناوب، إلا أن معظم رؤساء القوائم في الدوائر الانتخابية المختلفة كانوا من الرجال.